# Dreamcatcher Interactive
Dreamcatcher Interactive war ein kanadischer Spielepublisher. Die Firma wurde 1996 von Richard Wah Kan in Toronto gegründet. 2003 erfolgte die Gründung des firmeneigenen Publishinglabels The Adventure Company. 2006 wurde Dreamcatcher durch den österreichischen Spielepublisher JoWooD übernommen. Nach der Insolvenz JoWooDs 2011 wurden auch sämtliche Markenrechte von DreamCatcher an Nordic Games verkauft.

## Firmengeschichte
Nach der Gründung 1996 veröffentlichte Dreamcatcher vor allem Adventure- und einfache Strategiespiele. Im März 2000 übernahm der französische Publisher Cryo Interactive Entertainment eine Mehrheitsbeteiligung an Dreamcatcher, wodurch Dreamcatcher die Veröffentlichung aller Cryo-Titel für den nordamerikanischen Markt übernahm. Im Januar 2002 gründete Dreamcatcher sein Publishinglabel The Adventure Company, das sich auf die Veröffentlichung von Adventure-Spielen spezialisierte. Trotz der Insolvenz und Schließung Cryos konnte Dreamcatcher den Geschäftsbetrieb fortführen und eröffnete im Januar 2003 erstmals ein europäisches Büro in Paris.

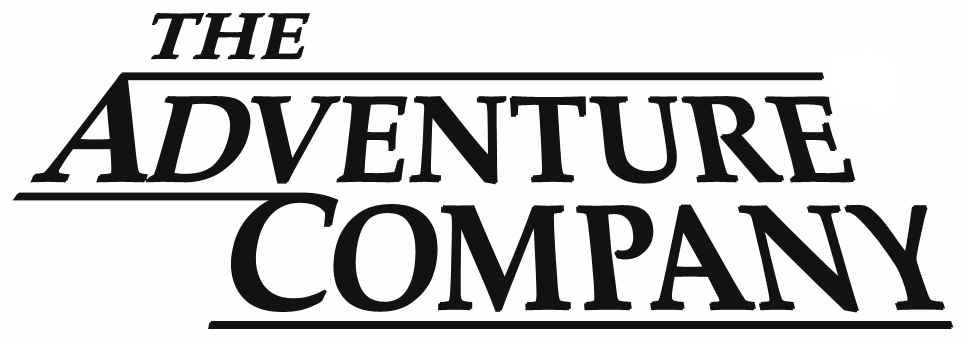
The Adventure Company – Logo von Dreamcatchers Publishinglabel für Adventures

Im November 2006 kündigte der österreichische Publisher JoWooD die Übernahme Dreamcatchers an, um damit seine Marktposition auf dem nordamerikanischen Markt auszubauen. Dreamcatcher vertrieb in Folge den JoWooD-Produktkatalog für Nordamerika. 2011 musste JoWooD Insolvenz anmelden, im August 2011 erwarb Nordic Games sämtliche Rechte von JoWooD und die Namensrechte an The Adventure Company. Am 17. November gab Nordic Games auch den Erwerb aller Markenrechte und Spieletitelrechte von DreamCatcher bekannt. Seither dient Dreamcatcher nur noch als Publishinglabel für Nordic Games.

## Spiele (Auszug)
Nachfolgend eine Liste von Dreamcatcher veröffentlichter Spiele, einschließlich der Titel unter dem Label The Adventure Company zu denen etwa die Computerspielreihe Atlantis gehörte. Die Veröffentlichungen beziehen sich vor allem auf den nordamerikanischen Raum. Die Veröffentlichung dieser Titel im europäischen Raum erfolgte vielfach über Cryo Interactive Entertainment oder JoWooD.
- Atlantis (1997)
- Atlantis 2: Beyond Atlantis (1999)
- Atlantis: Die neue Welt (2001)
- Schizm (2001)
- Arx Fatalis (2002)
- Post Mortem (2002)
- Atlantis Evolution (2004)
- ObsCure (2004)
- Painkiller (2004)
- Dungeon Lords (2005)
- Das Böse unter der Sonne (2007)
- Dead Reefs (2007)